# Ružena Gdovinová
Ružena Gdovinová (* 10. ledna 1943) byla slovenská a československá politička a bezpartijní poslankyně Sněmovny lidu Federálního shromáždění za normalizace.

## Biografie
K roku 1986 se profesně uvádí jako učitelka. Ve volbách roku 1986 zasedla do Sněmovny lidu (volební obvod č. 193 – Prešov II, Východoslovenský kraj). Ve Federálním shromáždění setrvala do konce funkčního období, tedy do svobodných voleb roku 1990. Netýkal se jí proces kooptací do Federálního shromáždění po sametové revoluci.